# Tolaga Bay (Bucht)

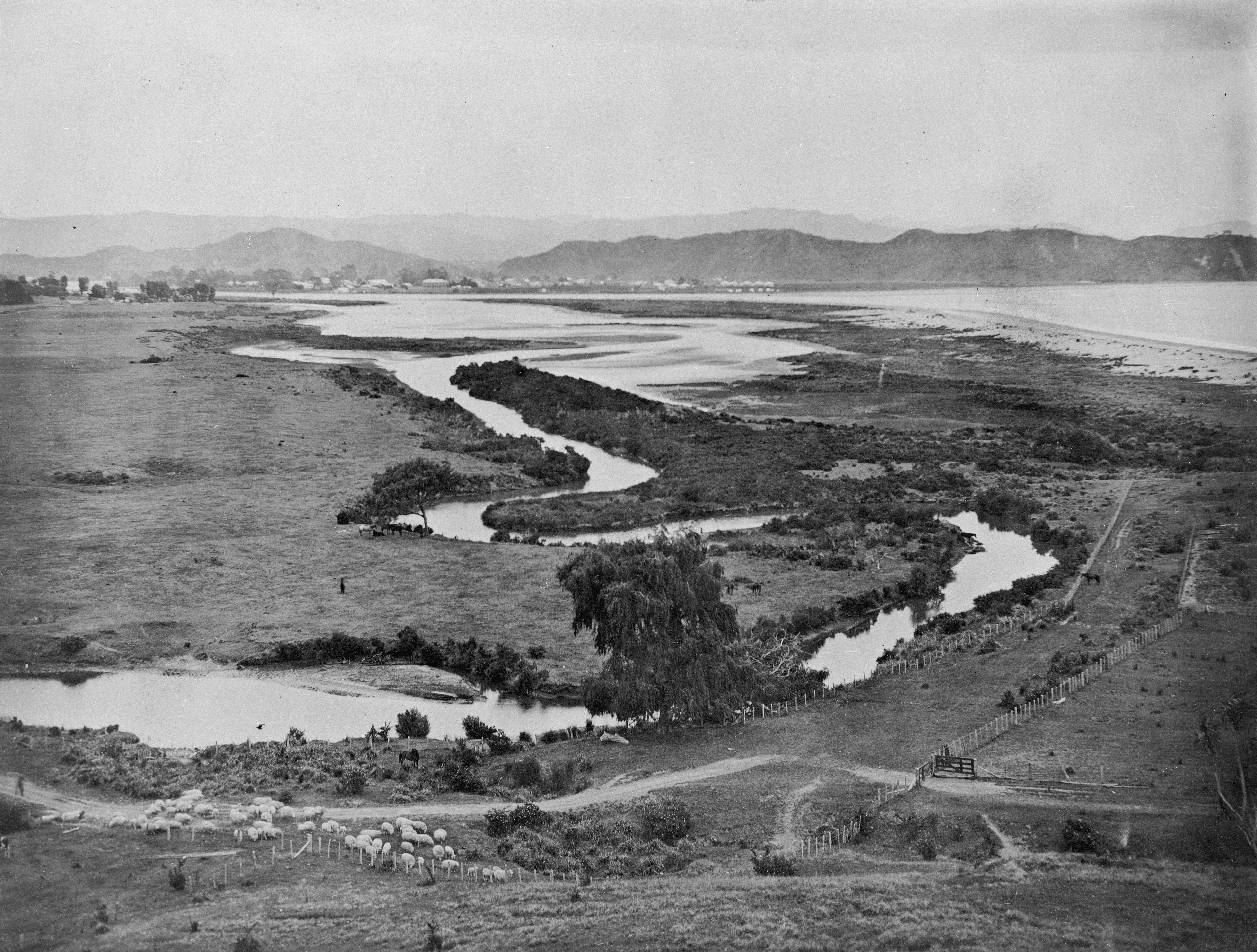
Tolaga Bay um 1914

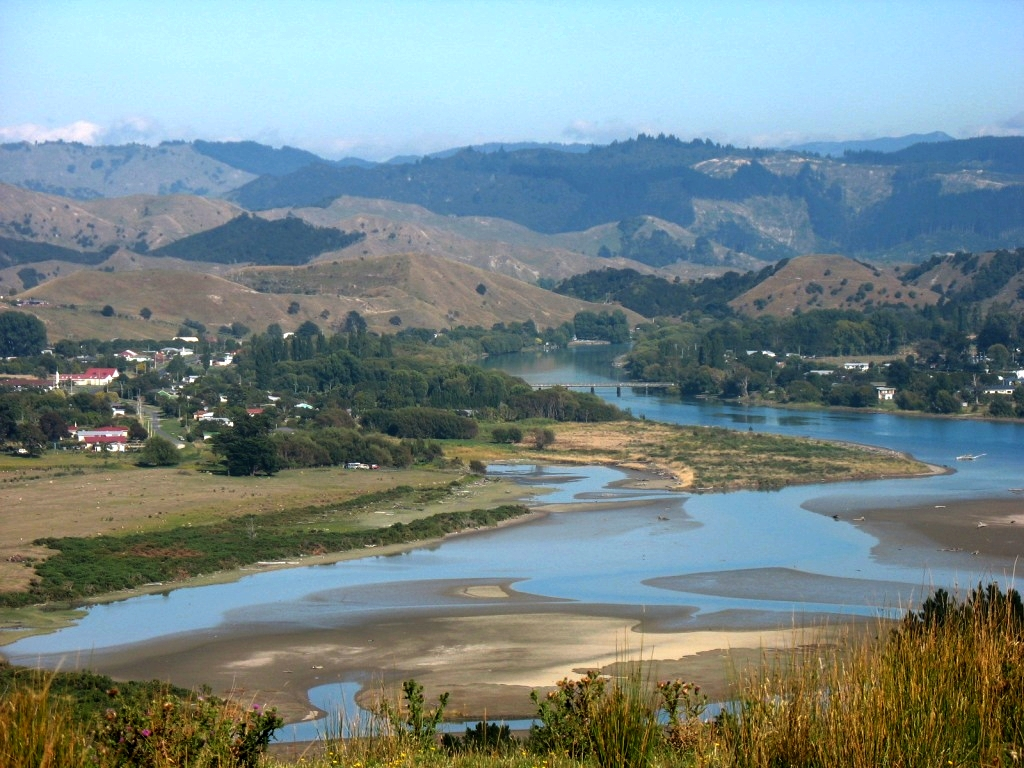
Innerer Teil der Bucht mit der Ortschaft Tolaga Bay

Die Tolaga Bay ist eine Bucht in der Region Gisborne an der Ostküste der Nordinsel von Neuseeland.

## Geographie
Die Bucht befindet sich 54 km nördlich von Gisborne. Sie wurde durch James Cook auf seiner Entdeckungsreise von 1769 so benannt, der in der kleinen Bucht „Cooks Cove“ am südlichen Ende der Bucht landete. Später setzte sich der Name auch für den Ort Tolaga Bay durch, der von den Māori zuvor „Ūawa“ genannt wurde.
In die Bucht mündet der Ūawa River, in den kurz zuvor der Mangaheia River einmündet. Die Bucht entstand aus dem Schwemmland der beiden Flüsse. Beidseitig der Bucht ragen die felsigen Ausläufer der 300 m bis 400 m hohen Berge des Hinterlandes mit ihren Abbrüchen direkt in den Pazifischen Ozean.
Die in den 1920er Jahren in der Bucht errichtete Tolaga Bay Wharf ist mit 660 Metern Länge die längste Stahlbeton-Pier der Südhalbkugel.

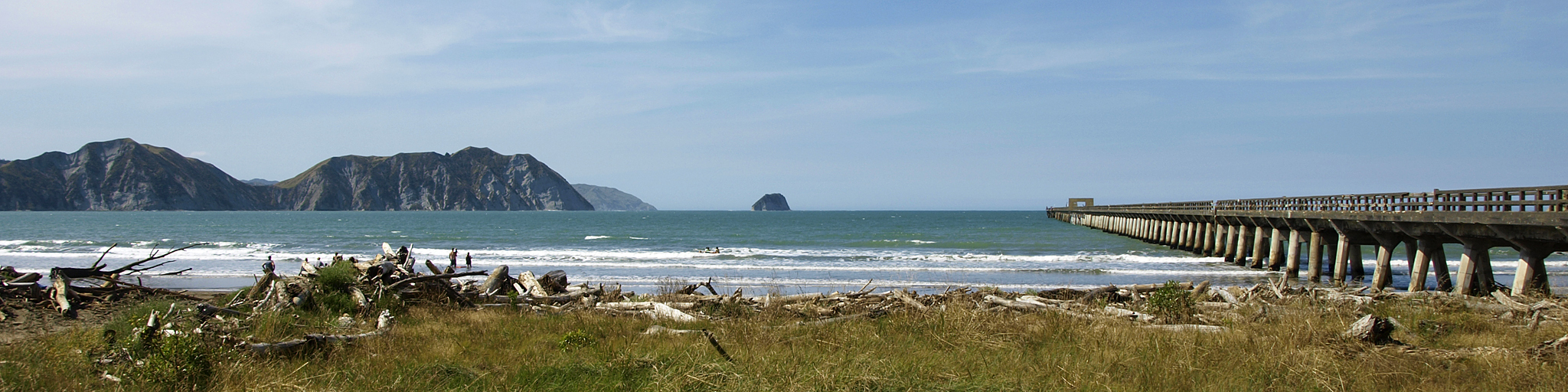
Tolaga Bay mit der Tolaga Bay Wharf